# Liouba Bortniker
Liouba Bortniker (1860-années 1900) est une mathématicienne russe, naturalisée française qui est, en France, la deuxième femme licenciée en mathématiques, première femme  agrégée en mathématiques, et première récipiendaire du prix Peccot.
Après Liouba Bortniker en 1885, ce n'est qu'en 1920 que Madeleine Chaumont (reçue première) et Georgette Parize furent reçues à l’agrégation masculine de mathématiques.

## Premières années
Liouba Bortniker  naît le 20 mai 1860 à Alexandrowka, en Ukraine alors partie intégrante de la Russie. Elle arrive  à Paris en 1879, alors que sa famille est restée en Ukraine. Elle obtient l’équivalence du baccalauréat ès sciences complet d'alors, c’est-à-dire avec mathématiques à l’écrit, le 23 février 1880, elle s’inscrit en novembre 1880 à la faculté des sciences de Paris, où elle obtient le 30 juillet 1881 la licence ès sciences mathématiques devant un jury composé de Jean-Claude Bouquet, Jules Tannery et Félix Tisserand.
Le 9 novembre 1881, elle est nommée répétitrice à l'École normale supérieure de jeunes filles de Sèvres, pour la partie scientifique; par décret du 19 décembre 1881, Liouba Bortniker, institutrice, est « autorisée à établir son domicile en France ».
En février 1883, elle obtient un « congé d’inactivité » pour poursuivre des études. Elle est admise le 1er août à la licence ès sciences physiques, par un jury composé d’Adolphe Wurtz, Charles Friedel et Gabriel Lippmann.

## Agrégation

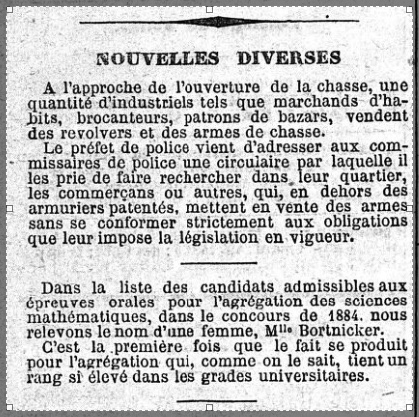
« C'est la première fois que le fait se produit ». Journal des débats du 20 août 1884.

L’année suivante, elle est boursière d’agrégation à Paris. En août 1884, elle est admissible à l’agrégation de mathématiques, dix-septième sur vingt admissibles. Le Journal des Débats du 20 août relève que  « C’est la première fois que le fait se produit ». Liouba ne réussit pas l'oral, et n'est pas classée. 
Un décret du 4 juin 1885 lui confère la nationalité française ; elle y figure comme institutrice. En juillet-août, Liouba se présente à nouveau à l’agrégation. Il y a 104 inscrits, Liouba est la seule femme ; à l'issue des épreuves écrites, elle est classée 4e sur 23 admissibles. Après les épreuves orales, elle est classée deuxième sur douze admis, dont quatre de la promotion sortante de la rue d’Ulm et trois normaliens sortis en 1884.

## Prix Peccot
La nouvelle agrégée est nommée en octobre 1885 professeur de sciences au lycée de jeunes filles de Montpellier. Le Collège de France lui accorde en janvier 1886 le prix Peccot, dont elle est la première lauréate. Une lettre ultérieure, datée du 31 janvier 1888 et signée de Ernest Renan, administrateur du Collège, Joseph Bertrand et Jules Tannery, président et secrétaire de la commission ayant attribué le prix, indiquera que : « À l’unanimité, [la commission] a jugé que Mlle Bortniker, par l’extraordinaire énergie dont elle avait fait preuve en se préparant aux examens qu’elle a subis, par le talent qu’elle y a montré, méritait bien d’inaugurer la fondation de Mme Peccot ». Les lauréats suivants du prix sont Jacques Hadamard en 1889 et Élie Cartan en 1893. 

## Suite de la carrière

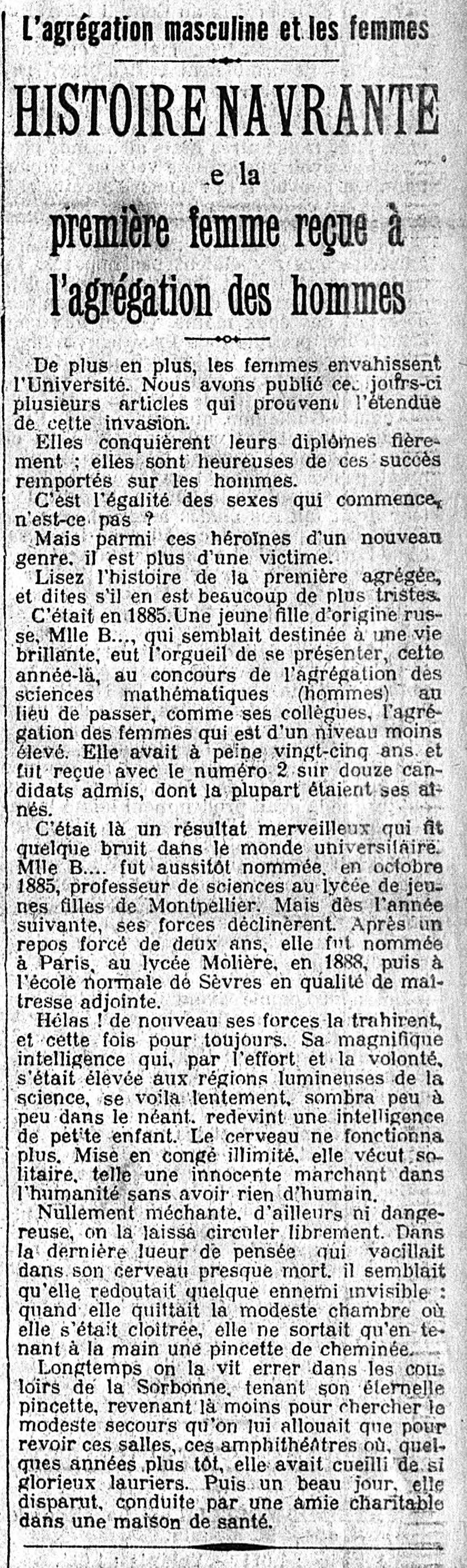
Journal le Matin 30 janvier 1911.

En janvier 1886 Liouba Bortniker demande un congé d’inactivité jusqu’à la fin de l’année scolaire, suivi de deux congés d’inactivité d’un an. Le traitement modique est compensé par le prix Peccot richement doté : Liouba Bortniker reçoit 4000 francs par an pendant trois ans. 
Les Comptes rendus hebdomadaires des séances de l’Académie des sciences mentionnent trois notes,  du 14 mars 1887, du 19 mars 1888 et du 22 mai 1888. Elle commence à préparer une thèse sous la direction de Gaston Darboux sans l'achever. Elle est nommée en 1888 professeur de sciences au lycée Molière, troisième lycée féminin à Paris après Fénelon en 1883 et Racine en 1886.
Mais vers 1890, sa santé s'est dégradée, et elle multiplie les congés. D'après ses supérieurs, elle est sans ressources, et ce sont les privations qu’elle s’est imposées pour venir en aide à sa famille qui l’ont réduite à un état d’affaiblissement « dont l’issue peut être promptement fatale ». Elle bénéficie pour raisons de santé d’un congé de deux mois en février 1891, suivi d’une autorisation d’absence jusqu’en juillet, puis d’un congé d’inactivité de
février à juillet 1892, pendant lequel elle rejoint sa famille à Odessa. Elle démissionne, mais sa démission est transformée en congé, et en janvier 1893, elle est nommée à titre provisoire maîtresse adjointe à Sèvres.
À partir de septembre 1893 ou peut-être même avant, Liouba Bortniker est atteinte de troubles mentaux qui se manifestent par des lettres délirantes au ministre de l’Instruction publique. A chaque mois d’octobre, de 1893 à 1897, un « congé d’inactivité sur sa demande et pour raisons de santé » lui est accordé. Le 29 mars 1899, elle est « admise à l’asile clinique (Sainte-Anne) pour cause d’aliénation mentale ». Elle est transférée à la Maison Blanche, à Neuilly-sur-Marne puis le 23 janvier 1903 à Picauville, dans l'asile psychiatrique Bon Sauveur dirigé par les sœurs du Bon Sauveur. Les destructions, lors des bombardements alliés du 10 juin 1944, ont fait disparaître les archives de l’asile relatives à cette époque, et on ne connaît pas la date de la mort de Liouba Bortniker.
Le souvenir de Liouba Bortniker ne subsiste que dans quelques mentions dans des ouvrages historiques sur l'évolution du rôle des femmes en sciences.